# Big Bob Waits
Big Bob Waits è un cortometraggio muto del 1913 diretto da Rollin S. Sturgeon. Prodotto dalla Vitagraph Company of America, aveva tra gli interpreti Charles Bennett.

## Trama
Deciso a cercare la fortuna, Joe Woods lascia la casa paterna e parte per l'ovest. Passano gli anni. Vent'anni più tardi, dopo avere rivisto una foto dalla madre, viene preso dalla nostalgia e contatta i genitori che sono felicissimi al pensiero di rivederlo. Joe, che adesso si fa chiamare Yellow Joe, nel corso del viaggio si ferma in un saloon dove prende parte a una partita, ma viene ucciso da Faro Frank, un giocatore d'azzardo. L'omicida fugge sulle colline, inseguito da Big Bob, lo sceriffo, riuscendo però a far perdere le proprie tracce. L'uomo, che ha rubato il denaro di Joe, trova tra le cose del morto anche la lettera dei genitori. Leggendola, Frank si commuove al pensiero dei due vecchi in inutile attesa e decide di andare da loro, facendosi passare per Yellow Joe. Un giorno lo sceriffo riceve un'informazione che lo riporta sulle tracce del fuggitivo: si reca così pure lui nel New England, dove i vecchi genitori di Joe lo accolgono calorosamente credendolo un amico del figlio, che in quel momento è assente. Gli raccontano che non potrebbero avere un figlio migliore di quello, tenero, affettuoso, pieno di attenzioni. Big Bob è colpito e si rende conto che rivelare loro la verità potrebbe uccidere i due vecchi. Decide allora di tornarsene a casa dove, appena arrivato, scrive una lettera allo sceriffo dell'est, allegando un mandato per l'arresto di Faro Frank.

## Produzione
Il film fu prodotto dalla Vitagraph Company of America.

## Distribuzione
Distribuito dalla General Film Company, il film - un cortometraggio in una bobina - uscì nelle sale cinematografiche statunitensi nel novembre 1913.